# Veľké Teriakovce
Veľké Teriakovce es un municipio del distrito de Rimavská Sobota en la región de Banská Bystrica, Eslovaquia, con una población estimada a final del año 2024 de 833 habitantes.
Se encuentra ubicado al este de la región, en la cuenca hidrográfica del río Sajó —un afluente derecho del río Tisza— y cerca de la frontera con la región de Košice y con Hungría.

## Demografía
| Año        | 1994 | 2004    | 2014    | 2024    |
| ---------- | ---- | ------- | ------- | ------- |
| Población  | 836  | 914     | 884     | 833     |
| Diferencia |      | +9,33 % | −3,28 % | −5,76 % |

| Año        | 2023 | 2024    |
| ---------- | ---- | ------- |
| Población  | 845  | 833     |
| Diferencia |      | −1,42 % |